# Bijou Phillips
Pour les articles homonymes, voir Phillips.
Bijou Lily Phillips est une actrice, mannequin et chanteuse américaine, née le 1er avril 1980 à Greenwich, dans le Connecticut.

## Biographie
Elle est la fille de l'américain John Phillips et de la sud-africaine Genevieve Waite. Elle est la demi-sœur de Mackenzie Phillips et de Chynna Phillips (toutes trois ayant des mères différentes).
En 1999, Bijou Phillips réalise son premier album I’d Rather Eat Glass et endosse un premier petit rôle dans la comédie musicale Sugar Town d’Alison Anders et Kurt Voss.
Dès lors elle exprime durant certaines interviews que sa vie tumultueuse qui l’avait fait connaître, est derrière elle[source insuffisante]. Elle devient la vedette dans Black and White de James Toback, sous le rôle de Charlie, une jeune riche de l’Upper East Side qui s’approprie le style hip-hop américano-africain accompagnée de ses amis privilégiés. La scène d’ouverture de ce film la présente dans un ménage à trois en plein Central Park avec le rapper Power et l’actrice Kim Mutalova. Phillips apparaît ensuite dans le film Presque célèbre en 2000, en tant que membre du « band aids », un groupe de filles qui suivait les rockers en tournée.
Ensuite, elle joue le rôle d’Ali une adolescente qui tourne mal dans Bully, en 2001.

### Vie privée
Elle rencontre Danny Masterson, l'acteur de la série That '70s Show, en 2004 lors d'un tournoi de poker. Ils se fiancent en 2009 et se marient en 2011 dans un château en Irlande. Le 14 février 2014, elle accouche d'une petite fille nommée Fianna.
À la suite des accusations pour viol de Danny Masterson en 2023, elle demande le divorce le 20 septembre 2023.

## Filmographie
Sauf indication contraire, les informations mentionnées dans cette section peuvent être confirmées par la base de données cinématographiques IMDb,  présente dans la section « Liens externes ».

### Cinéma
- 1999 : Sugar Town de Allison Anders et Kurt Voss : Autograph Girl
- 1999 : Black and White de James Toback : Charlie
- 2000 : Presque célèbre (Almost Famous) de Cameron Crowe : Estrella Starr
- 2001 : Bully de Larry Clark : Ali Willis
- 2001 : Tart de Christina Wayne : Delilah Milford
- 2001 : Fast Sofa (de) de Salomé Breziner (en) : Tracy
- 2003 : Octane de Marcus Adams : Backpacker
- 2004 : Lignes de vie (The Door in the Floor) de Tod Williams : Alice
- 2005 : Jeux de gangs (Havoc) de Barbara Kopple : Emily
- 2005 : Venom de Jim Gillespie : Tammy
- 2005 : Pancho's Pizza (court métrage) de Jake Hoffman : ?
- 2006 : Friendly Fire de Michele Civetta : l'amante
- 2007 : You Are Here de Henry Pincus : Aubrey
- 2007 : Hostel, chapitre II (Hostel: Part II) de Eli Roth : Whitney
- 2007 : Le Sorcier macabre (The Wizard of Gore) de Jeremy Kasten : Maggie
- 2007 : What We Do Is Secret (en) de Rodger Grossman : Lorna Doom
- 2008 : The Art of Travel de Thomas Whelan : Christina Layne
- 2008 : Choke de Clark Gregg : Ursula
- 2008 : Chelsea on the Rocks (Chelsea on the Rocks) de Abel Ferrara : Nancy Spungen
- 2008 : Dark Streets (en), de Rachel Samuels : Crystal
- 2009 : Rosencrantz and Guildenstern Are Undead de Jordan Galland : Lauren Lamont (non créditée)
- 2009 : Wake de Ellie Kanner : Carys
- 2009 : It's Alive (en) de Josef Rusnak : Lenore Harker
- 2009 : Made for Each Other (en) de Daryl Goldberg : Marcy
- 2009 : The Bridge to Nowhere (en) de Blair Underwood : Jasper
- 2009 : Hollywood Nights (court métrage) de Fabien Hameline : Bijou (non créditée)
- 2010 : The Land of the Astronauts de Carl Colpaert : Erica Long
- 2013 : Stoker de Fabien Hameline : Bijou

### Télévision

#### Séries télévisées
- 2006 : Les Experts : Las Vegas (CSI: Crime Scene Investigation) : Li'l' Cherry (saison 6, épisode 13)
- 2010 : Hawaii 5-O (Hawaii Five-0) : Camille Townsend (saison 1, épisode 10)
- 2010-2013 : Raising Hope : Lucy (7 épisodes)
- 2012 : New York, unité spéciale (Law and Order: Special Victims Unit) : Dia Nobile (saison 14, épisode 7)

#### Téléfilm
- 2006 : Totally Awesome (en) de Neal Brennan : Karelynn (non créditée)

### Clips vidéo
- 1997 : Sublime: Wrong Way de Gregory Dark et Josh Fischel  : Annie
- 1997 : Sublime: Sublime de Greg Abramson, Clark Eddy et Gregory Dark : Annie
- 1999 : Bijou Phillips: When I Hated Him (Don't Tell Me) de Lori Hoeft : Elle-même
- 2011 : Broken Social Scene: Sweetest Kill de Claire Edmondson : Woman

## Jeux vidéo
- 2004 : Grand Theft Auto: San Andreas : la voix de Helena Wankstein

## Discographie
- 1999 : I'd Rather Eat Glass